# Ombrée d’Anjou
Ombrée d’Anjou ist eine französische Gemeinde mit 8.811 Einwohnern (Stand: 1. Januar 2022) im Département Maine-et-Loire in der Region Pays de la Loire. Sie gehört zum Arrondissement Segré und zum Kanton Segré-en-Anjou Bleu. Die Einwohner werden Ombréens genannt.
Ombrée d’Anjou wurde zum 15. Dezember 2016 als Commune nouvelle aus den vormaligen Gemeinden La Chapelle-Hullin, Chazé-Henry, Combrée, Grugé-l’Hôpital, Noëllet, Pouancé, La Prévière, Saint-Michel-et-Chanveaux, Le Tremblay und Vergonnes gebildet, die in der neuen Gemeinde den Status einer Commune déléguée besitzen. Der Verwaltungssitz befindet sich in Pouancé.

## Geographie
Ombrée d’Anjou liegt etwa 50 Kilometer nordwestlich vom Stadtzentrum von Angers am Verzée.

## Gliederung
| Ortsteil                  | ehemaliger INSEE-Code | Fläche (km²) | Einwohnerzahl zum 1. Januar 2022 |
| ------------------------- | --------------------- | ------------ | -------------------------------- |
| La Chapelle-Hullin        | 49073                 | 09,79        | .0128                            |
| Chazé-Henry               | 49088                 | 19,87        | .0759                            |
| Combrée                   | 49103                 | 24,16        | 2.732                            |
| Grugé-l’Hôpital           | 49156                 | 15,71        | .0296                            |
| Noëllet                   | 49226                 | 15,40        | .0473                            |
| Pouancé (Verwaltungssitz) | 49248                 | 48,97        | 3.133                            |
| La Prévière               | 49250                 | 07,24        | .0230                            |
| Saint-Michel-et-Chanveaux | 49309                 | 27,67        | .0378                            |
| Le Tremblay               | 49354                 | 22,97        | .0407                            |
| Vergonnes                 | 49366                 | 10,38        | .0275                            |

## Sehenswürdigkeiten

### La Chapelle-Hullin
- Kirche Saint-Pierre aus dem 13. Jahrhundert

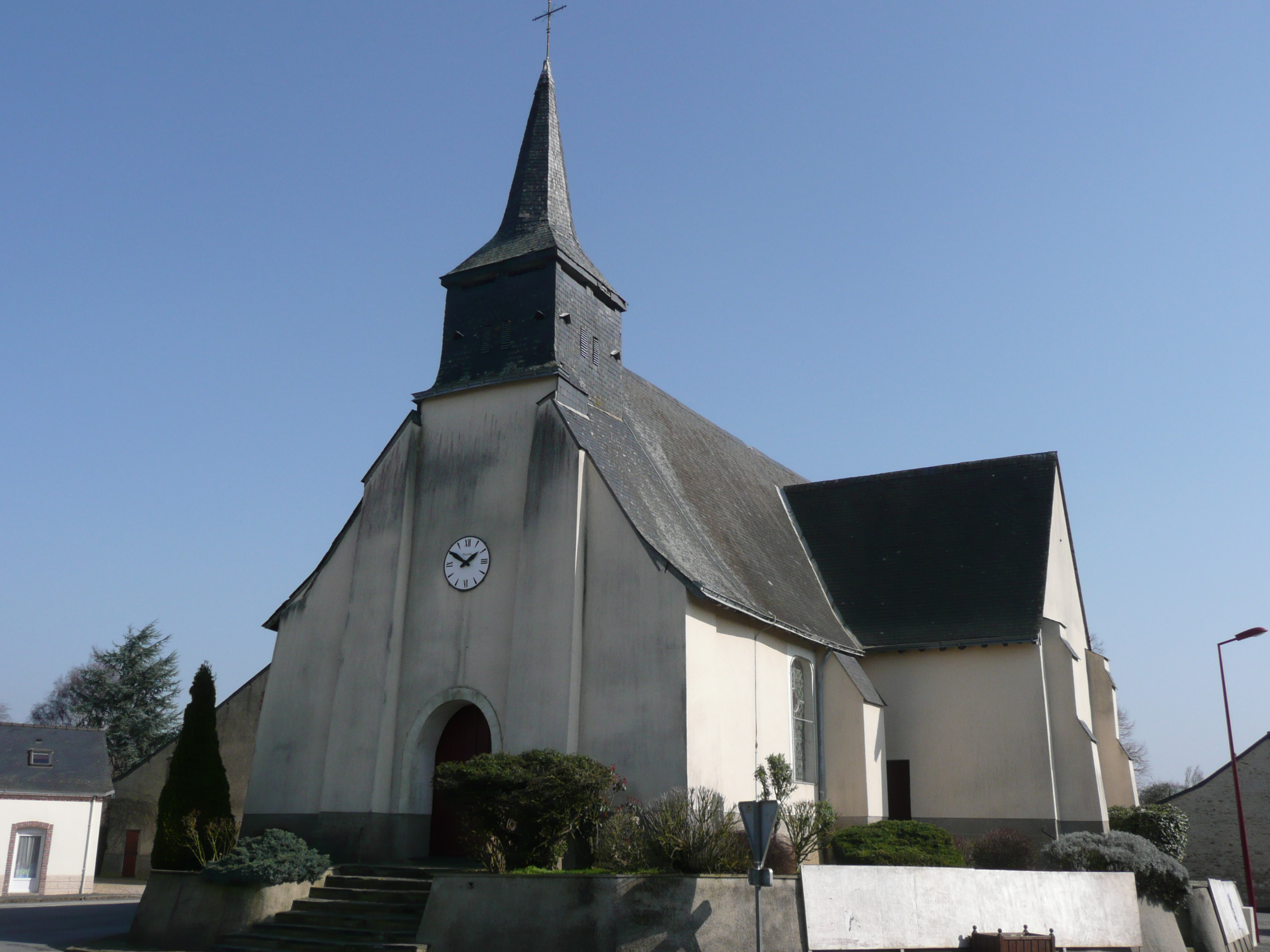
Kirche Saint-Pierre

### Chazé-Henry
- Kirche Saint-Jean-Baptiste aus dem 13. Jahrhundert
- Domäne und Herrenhaus von Champjust aus dem 16. Jahrhundert

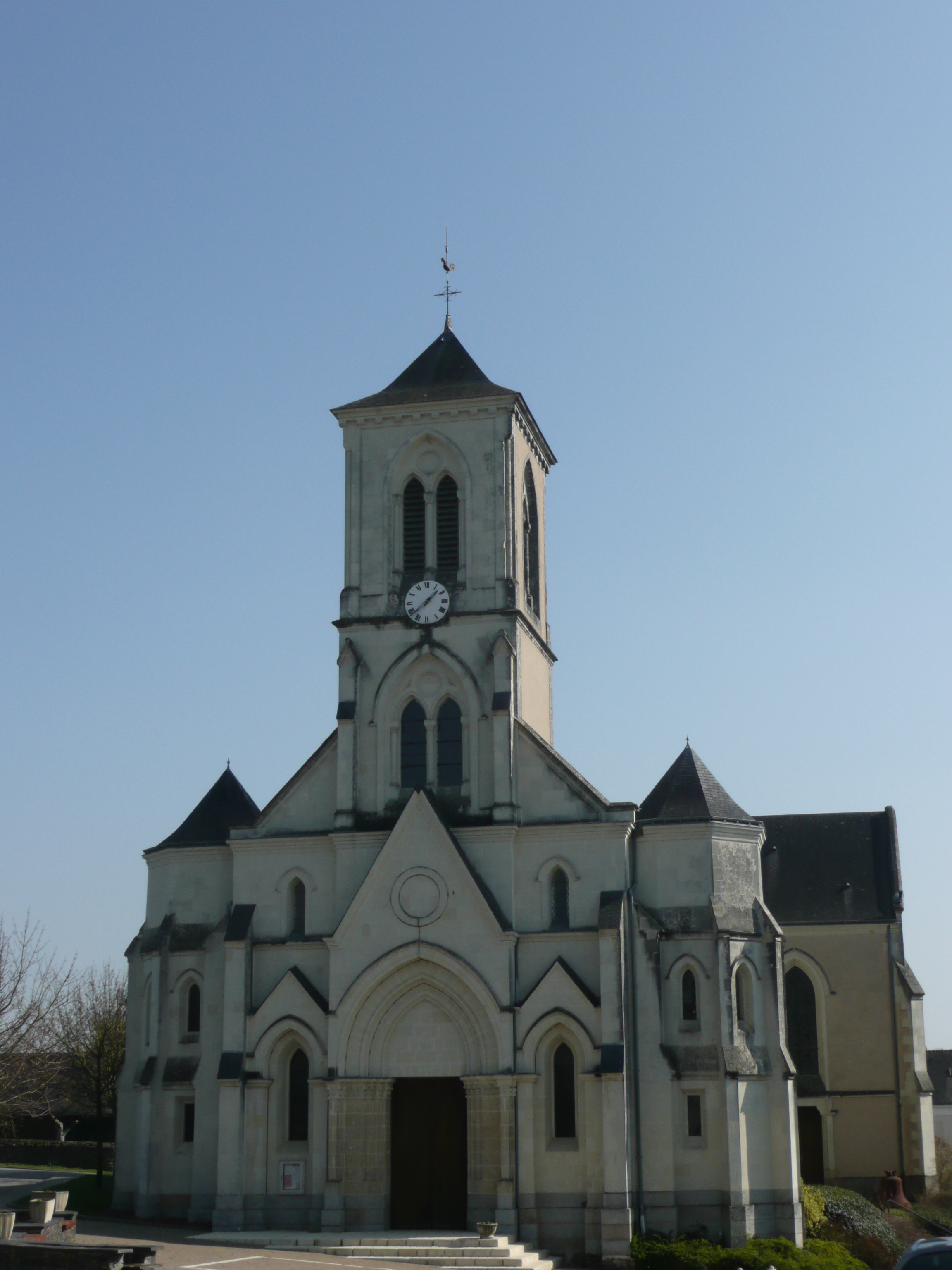
Kirche Saint-Jean-Baptiste

### Grugé-l’Hôpital
- Kirche Saint-Pierre aus dem 13. Jahrhundert
- Reste der Kirche Saint-Jean-de-L'Hôpital, frühere Kapelle des Tempelritterordens, 1963 zerstört
- Kapelle Saint-Gilles
- Schloss Champiré

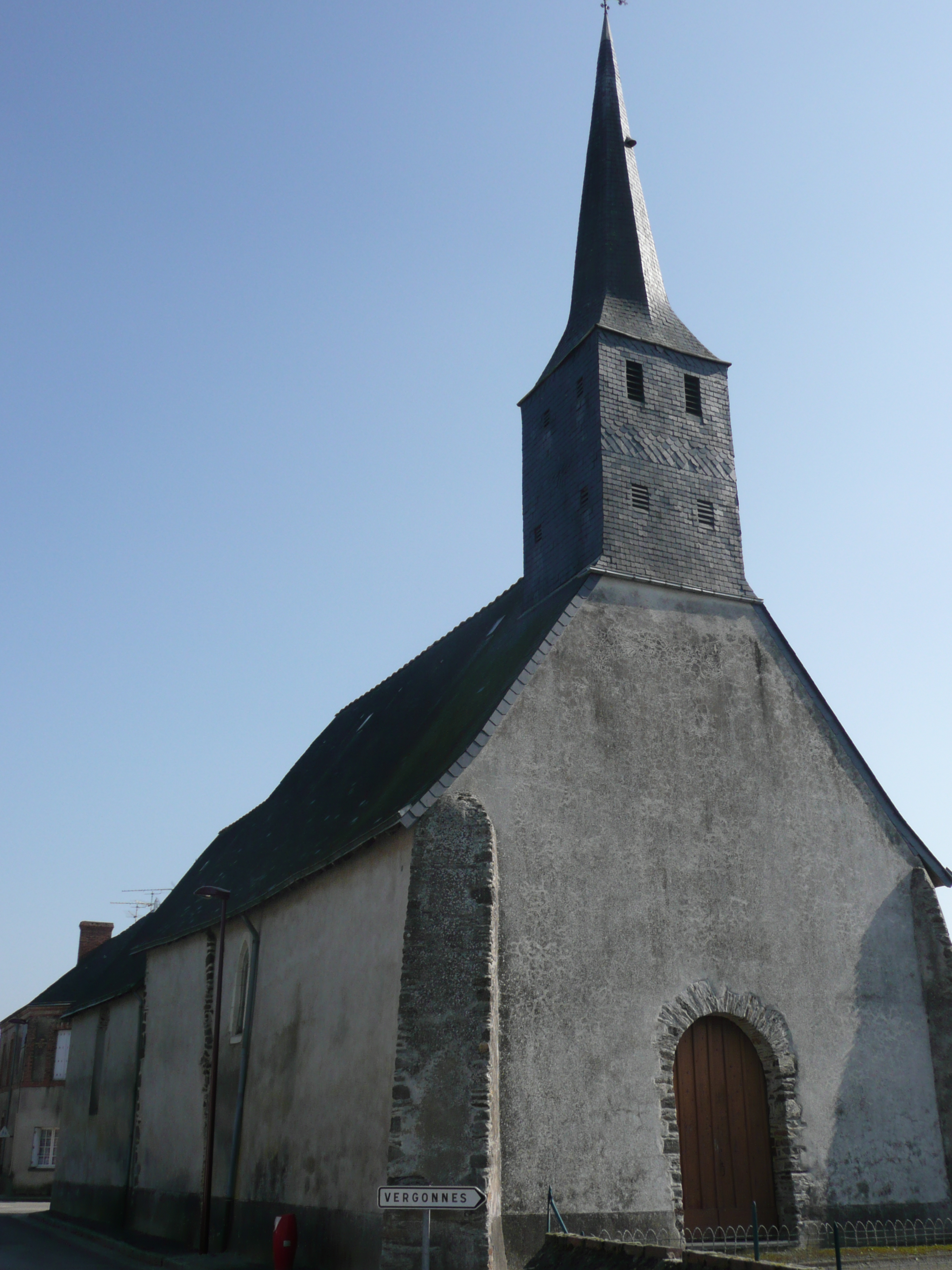
Kirche Saint-Pierre
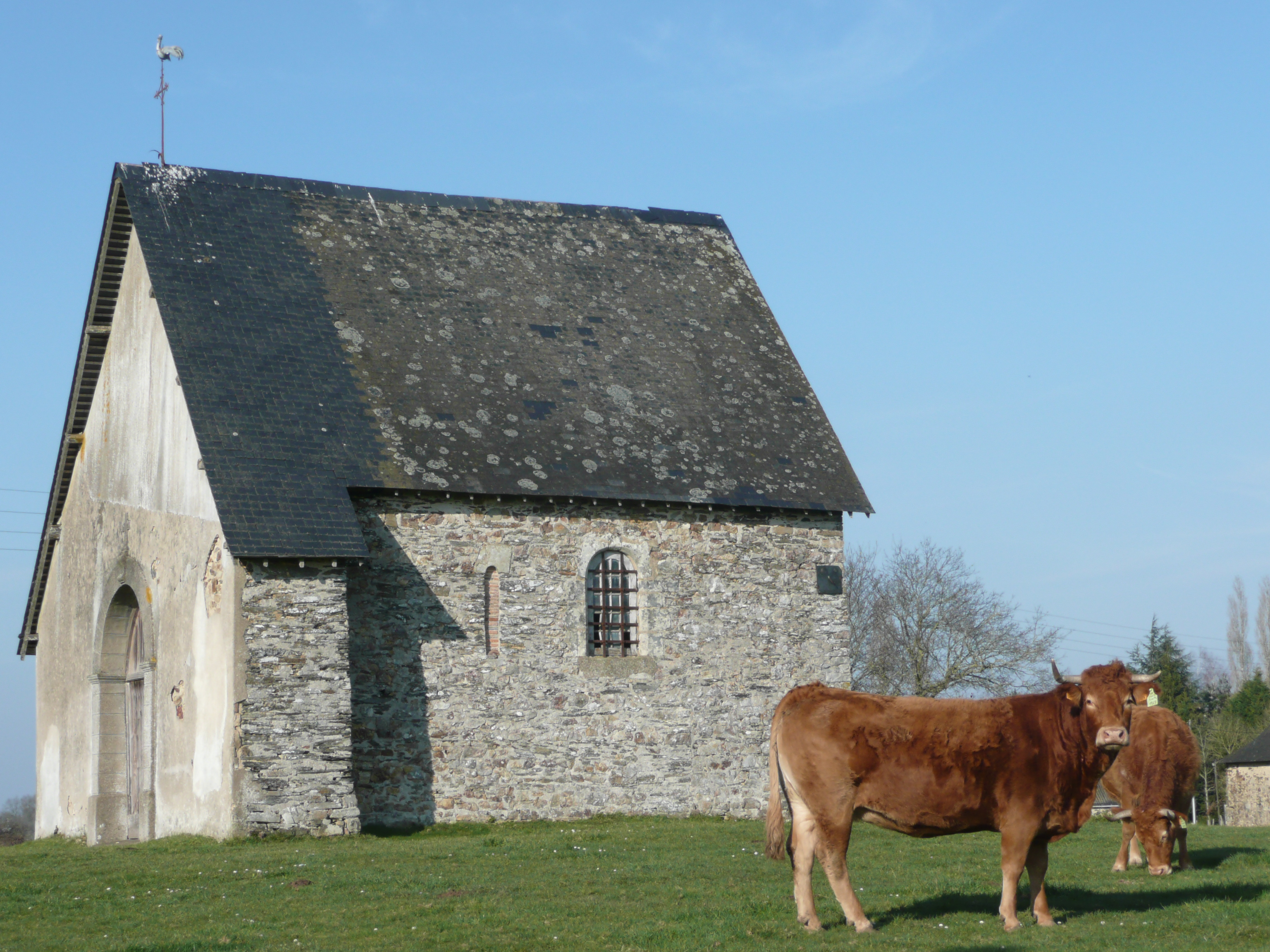
Kapelle Saint-Gilles
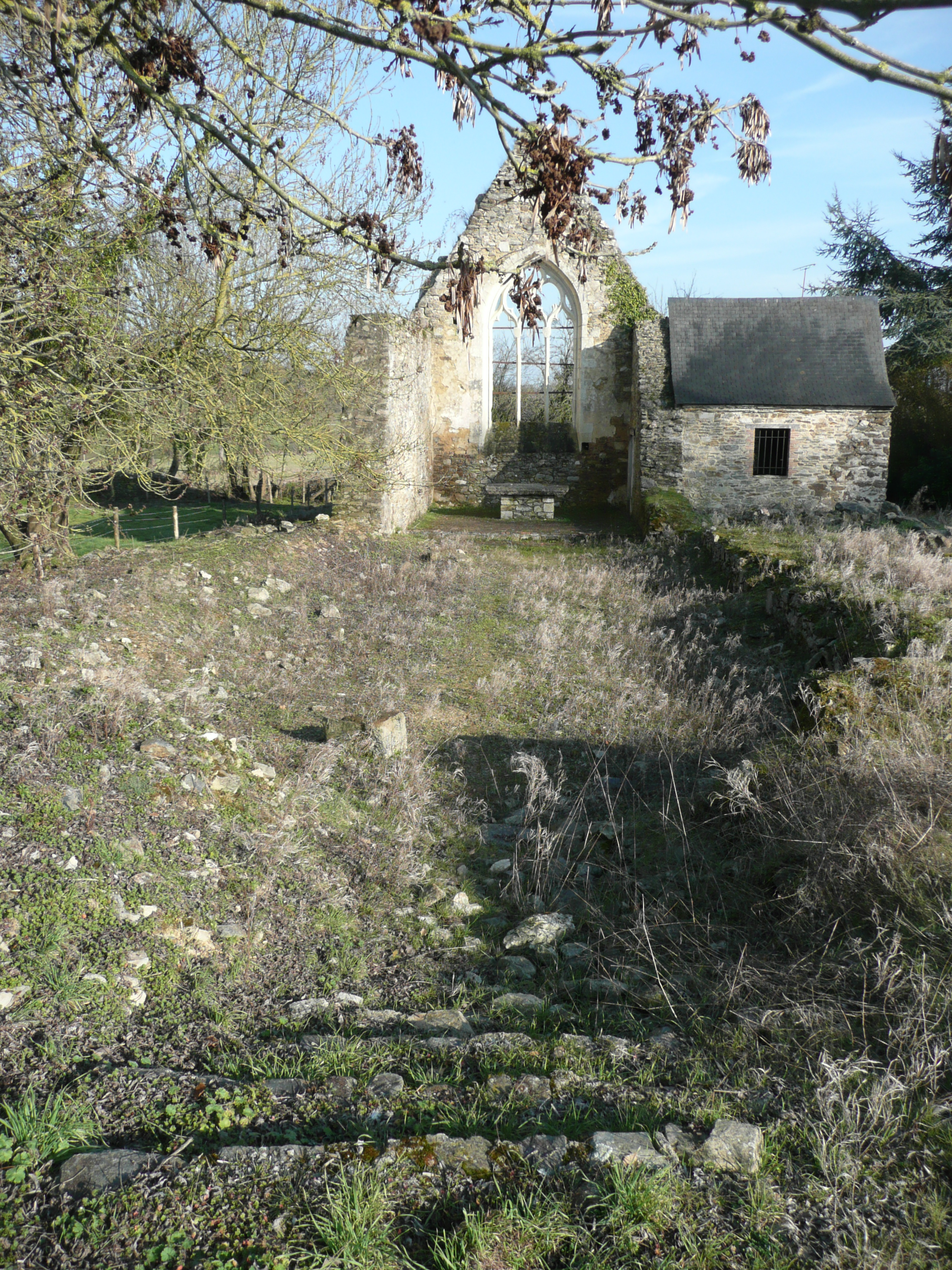
Kirchruine Saint-Jean-de-l'Hôpital
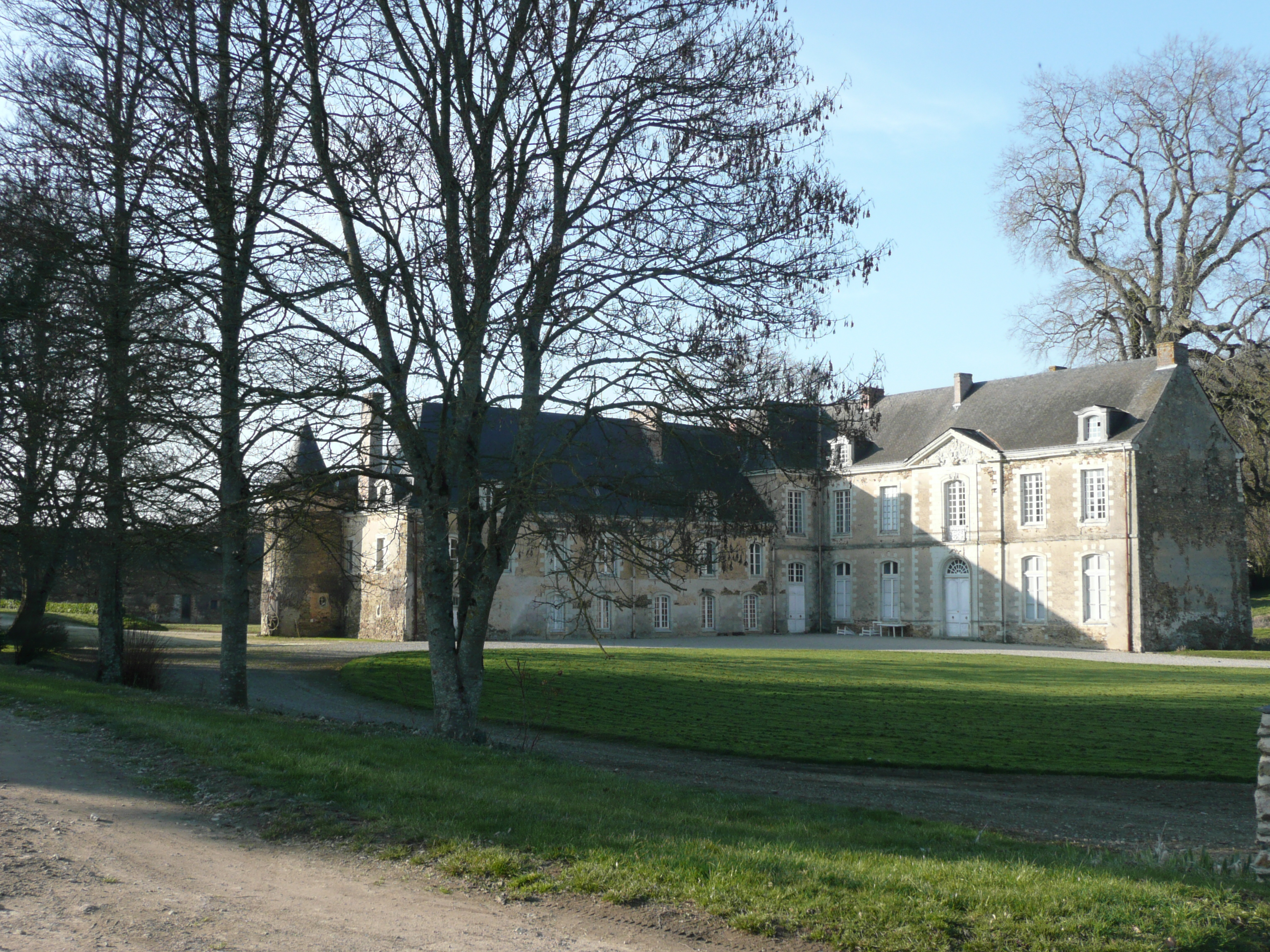
Schloss Champiré

### Noëllet
- Kirche Saint-Mainboeuf aus dem 19. Jahrhundert
- Schloss Bois-Bernier

### Pouancé
- Der Uhrenturm aus dem 15. Jahrhundert, ein herrschaftlicher Taubenschlag und der ehemalige Salzspeicher aus dem 17. Jahrhundert sind als Inscrites Monuments Historiques klassifiziert.
- Die hoch über dem Verzée-Tal gelegenen Ruinen der Burg aus dem 13. und 15. Jahrhundert sind als Monument Historique und Site Inscrit eingetragen. An der Burgmauer aus dem 13. Jahrhundert findet man die Überreste von elf niedergerissenen Türmen.
- Im Ort befinden sich Häuser im Stil der Renaissance aus dem 15. Jahrhundert, Häuser aus dem 17. Jahrhundert, Lavoirs und eine Mühle.

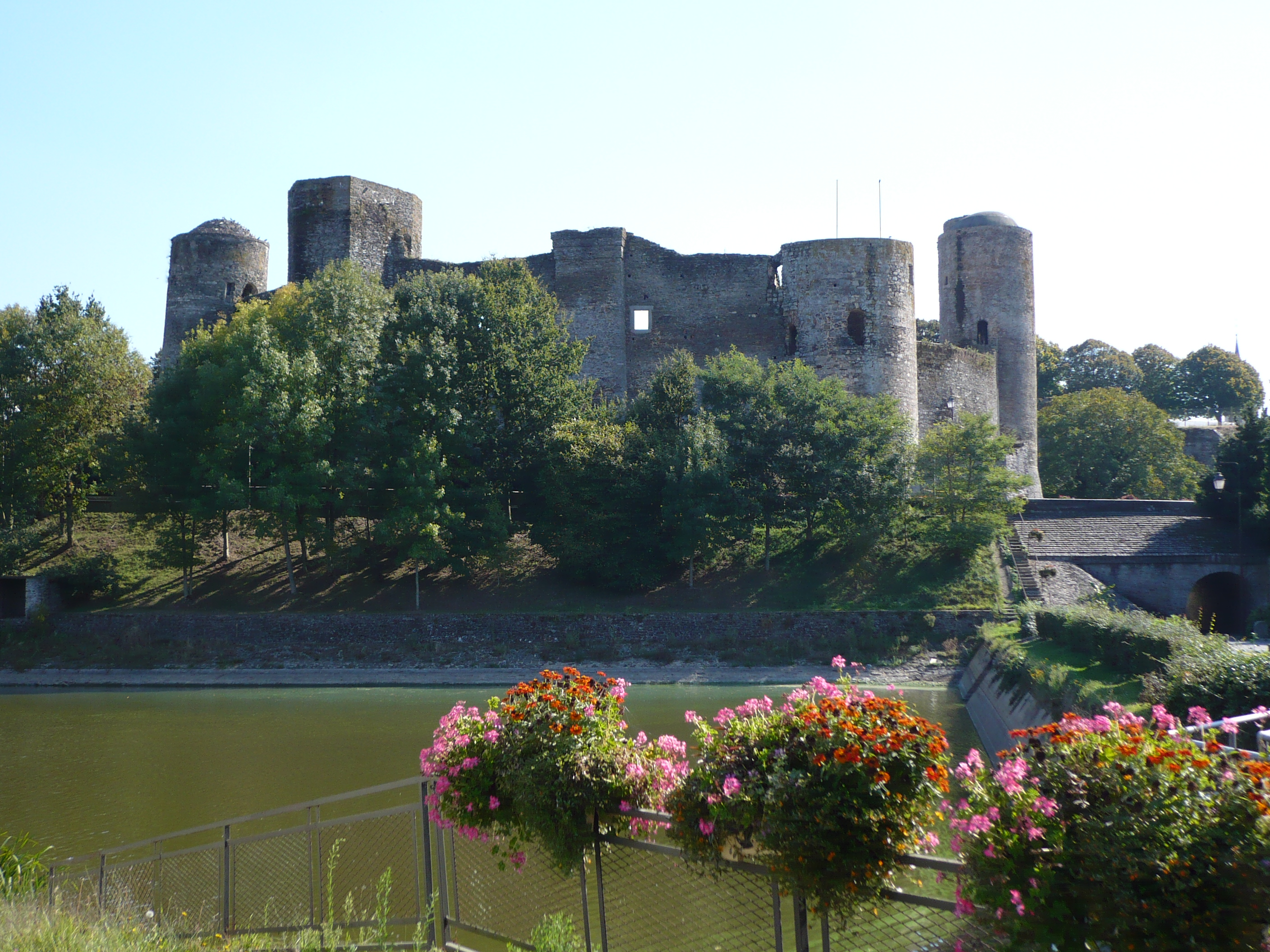
Burg Pouancé

### La Prévière
- Kirche Saint-Laurent aus dem 17. Jahrhundert

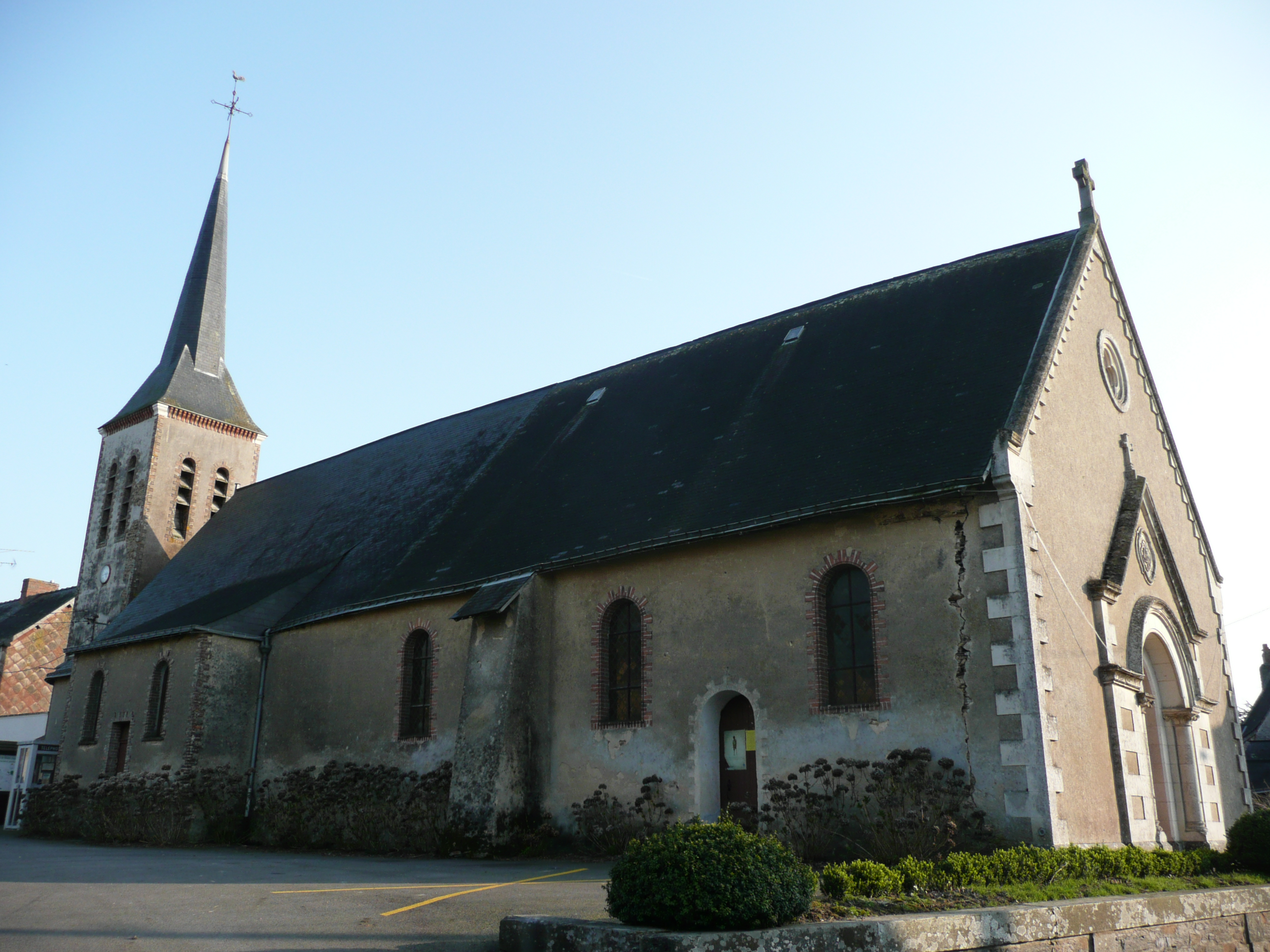
Kirche Saint-Laurent

### Saint-Michel-et-Chanveaux
- Menhir von Pierrefrite mit 5,40 Meter Höhe
- Kirche Saint-Michel aus dem 12. Jahrhundert
- Ruinen der Burg von Saint-Michel

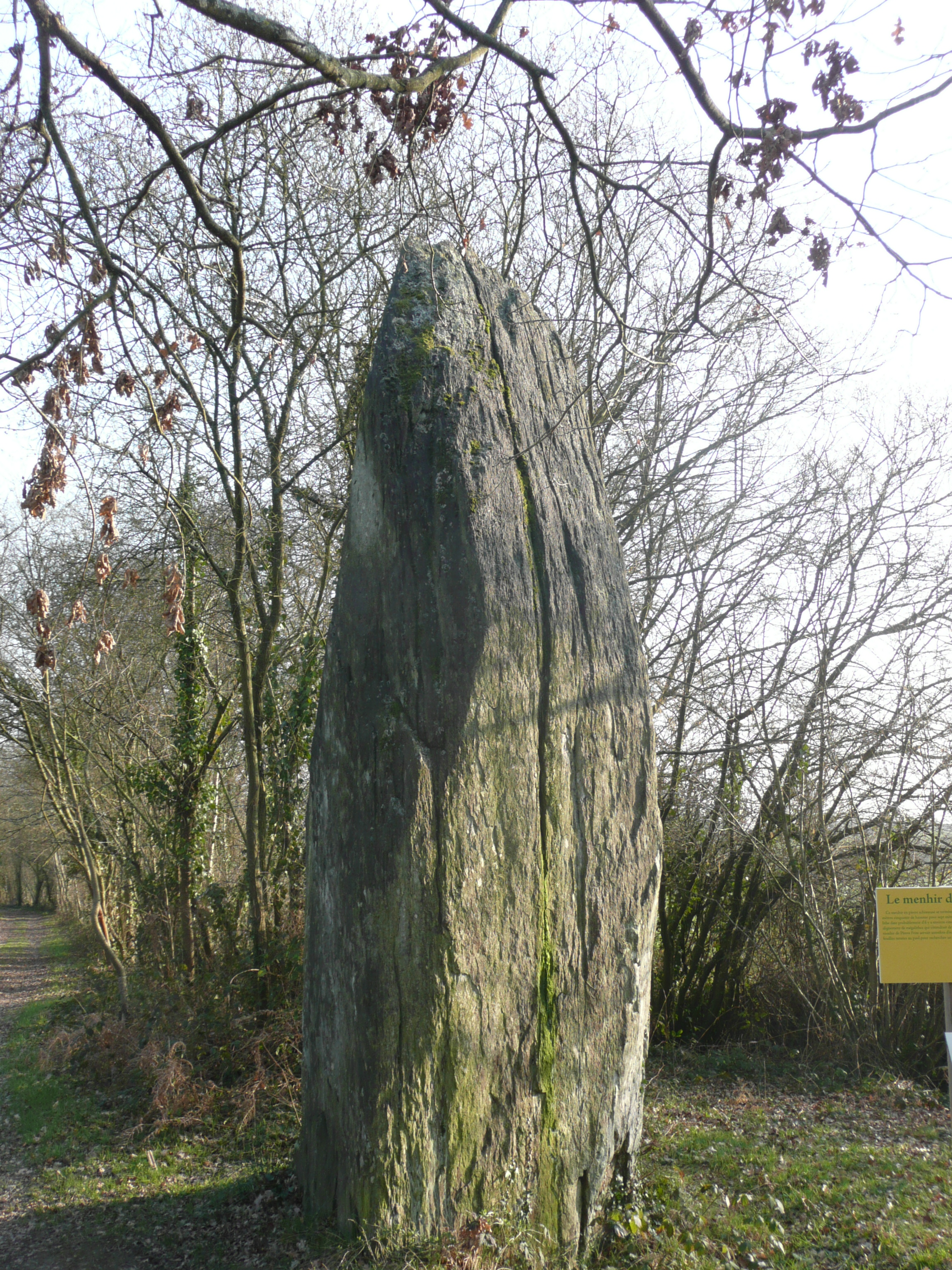
Menhir von Pierrefrite
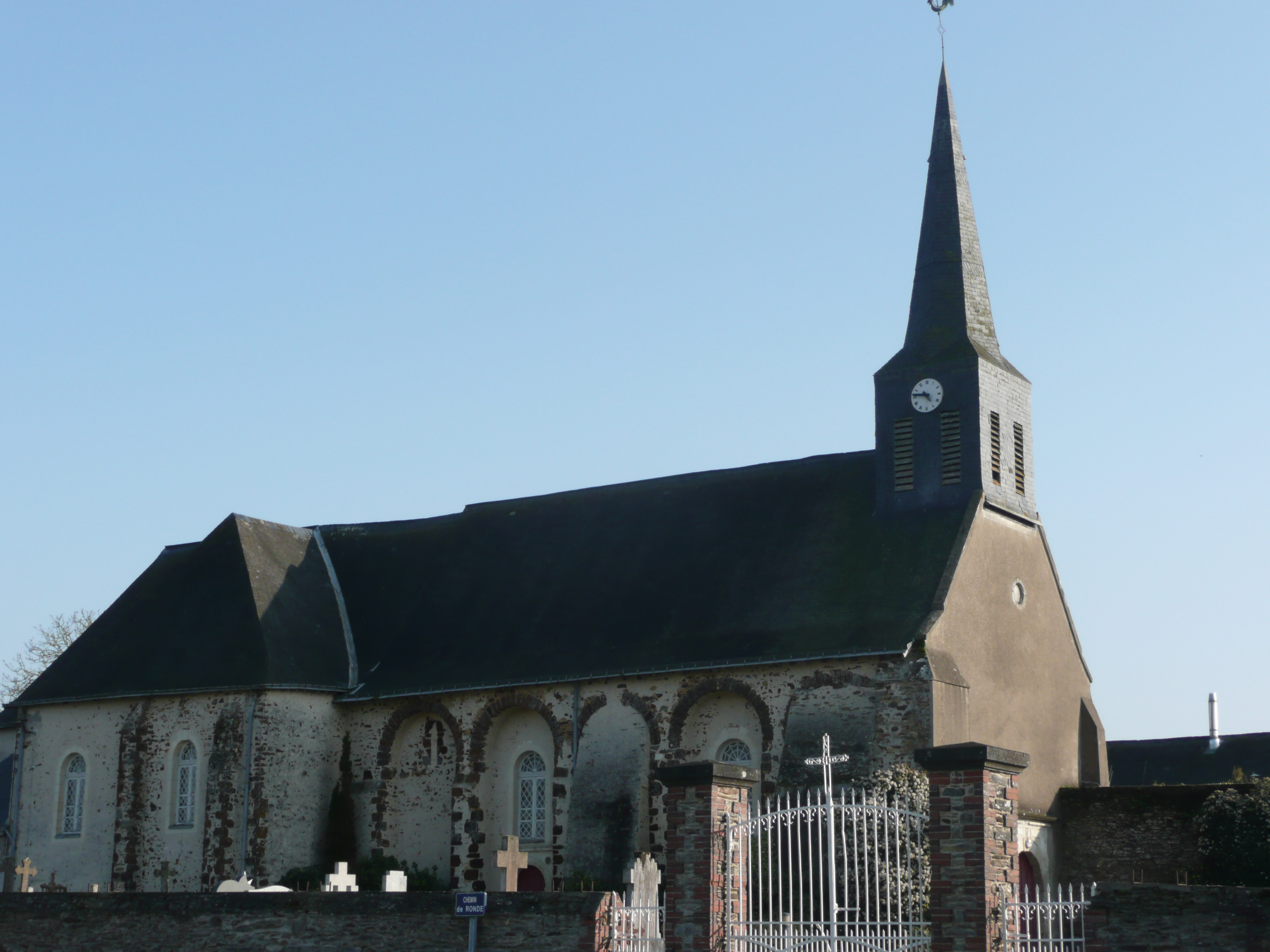
Kirche Saint-Michel
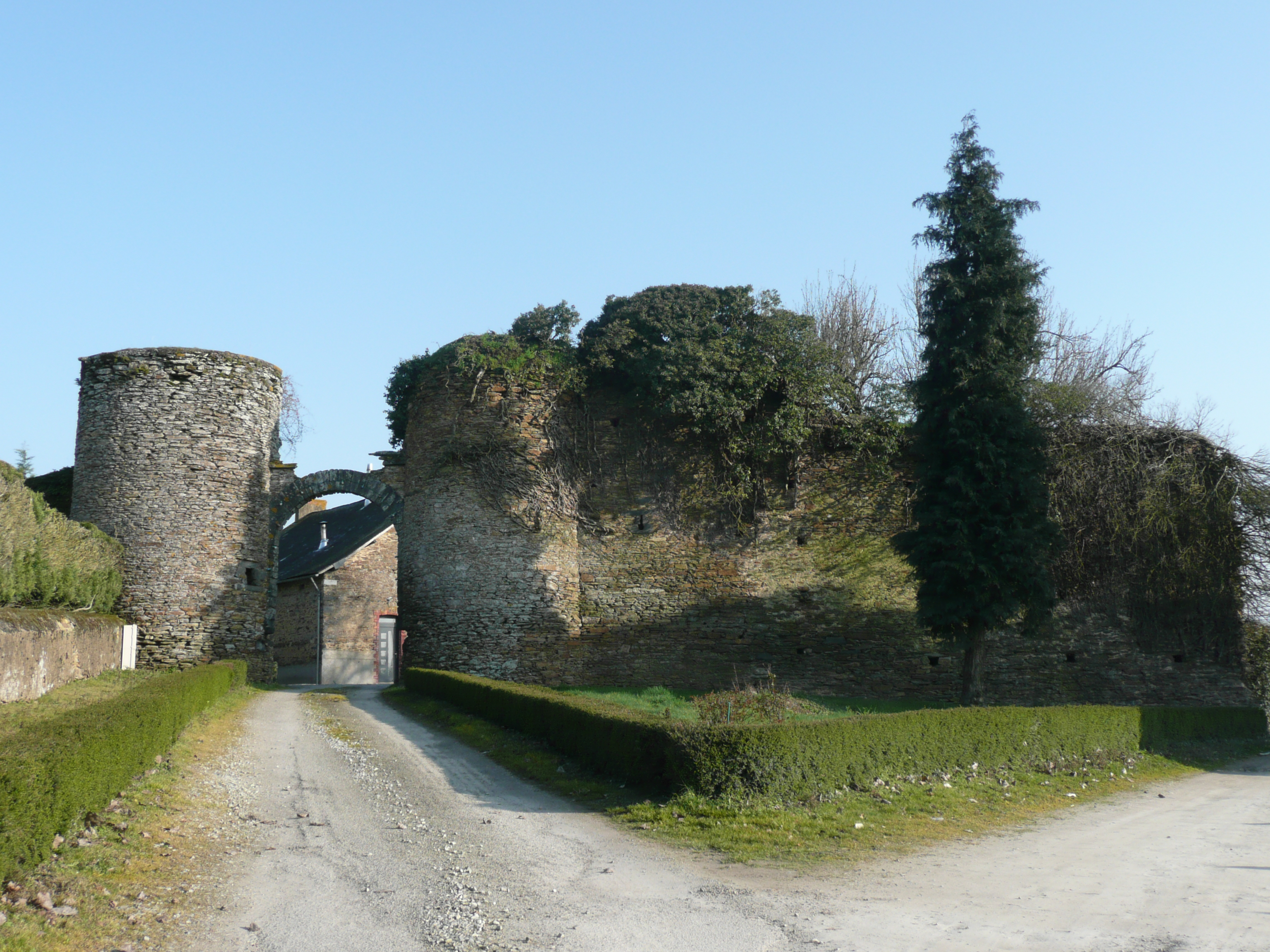
Burgruine von Saint-Michel

### Le Tremblay
- Kirche Saint-Louis, von 1857 bis 1866 erbaut

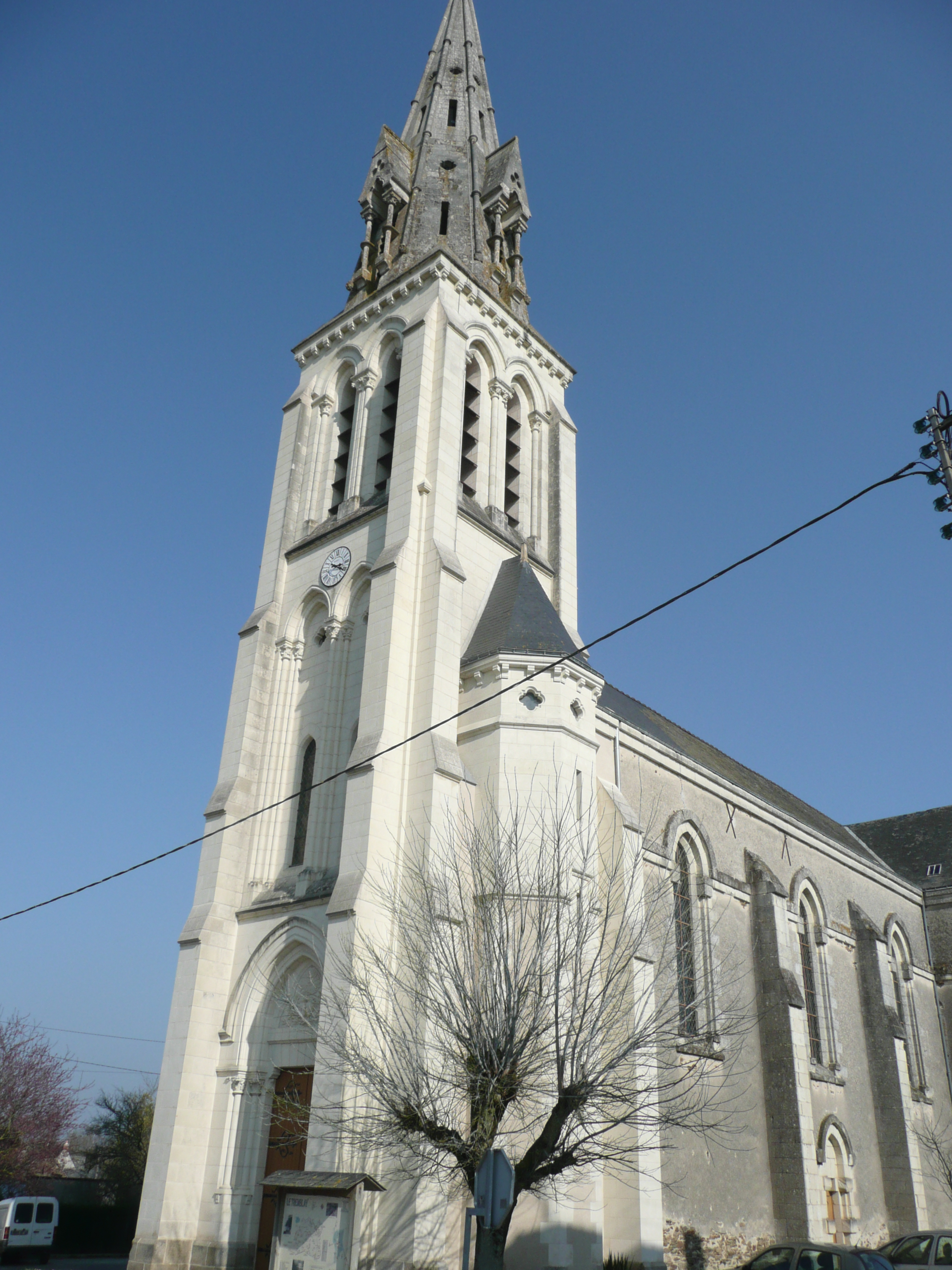
Kirche Saint-Louis

### Vergonnes
- Kirche Saint-Martin-de-Tours
- Herrenhaus von Le Grand-Plessis aus dem 15./16. Jahrhundert

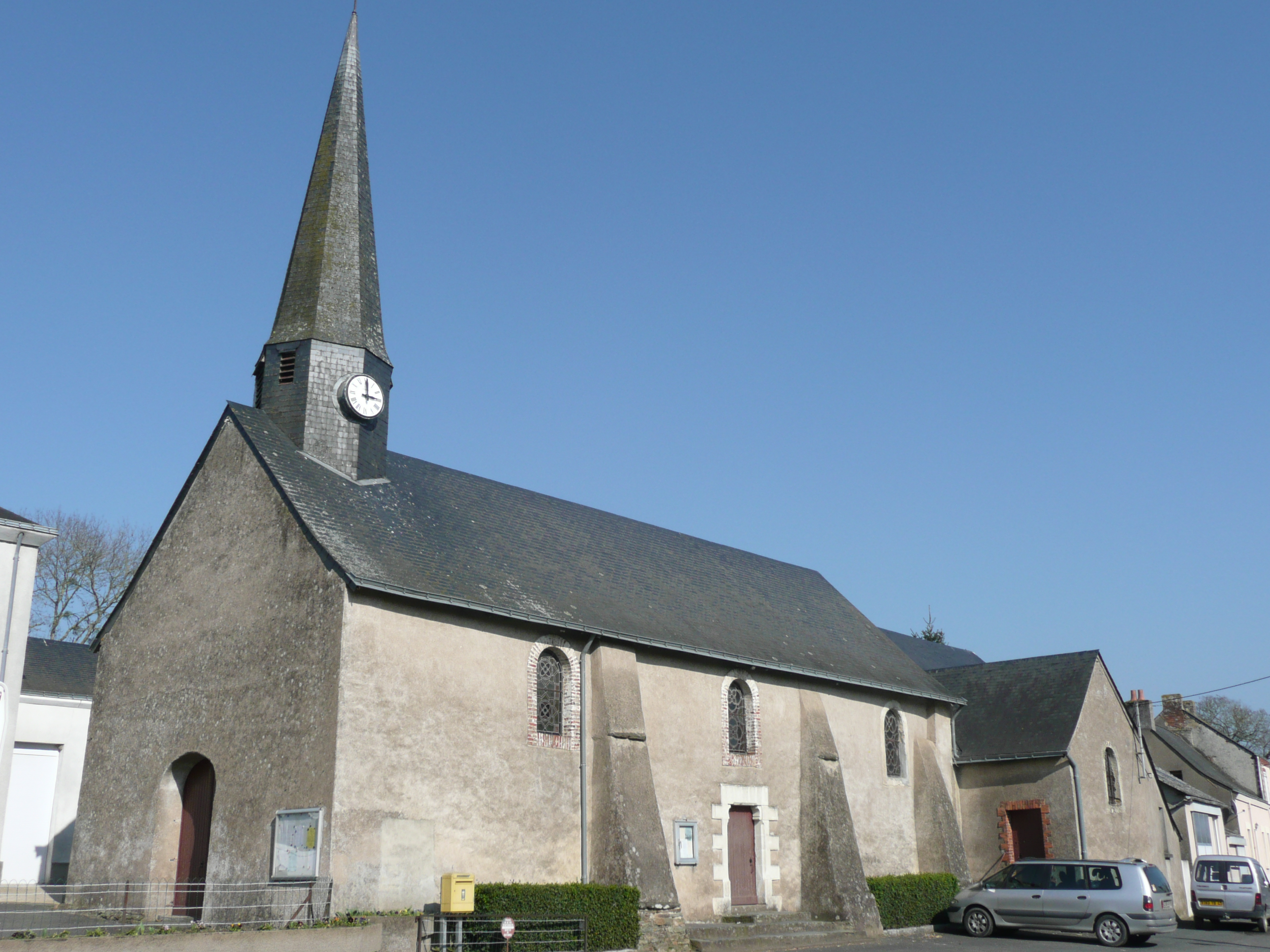
Kirche Saint-Martin-de-Tours

## Persönlichkeiten
- Marie Brémont (1886–2001), Altersrekordlerin